# Kociewiacy

Kociewie

Les Kociewiacy sont un groupe ethnique polonais. Ils vivent en Poméranie, au sud de Gdańsk. La région qu'ils habitent est appelée Kociewie et possède une industrie et une agriculture bien développées. La capitale de Kociewie est Starogard Gdański, tandis que la plus grande ville est Tczew. La plupart des Kociewiacy sont catholiques.
Ils vivent à proximité de l'autre groupe ethnique important de la région, les Cachoubes. Le dialecte kocievien, contrairement au cachoube, est en grande partie intelligible avec la langue polonaise dominante.
Lors du recensement de 2011, 3065 personnes se sont déclarées Kociewiacy, une augmentation par rapport au recensement de 2002, où personne ne s'était identifié comme tel. 